# Benik Afobe
Benik Afobe, né le 12 février 1993 à Leyton (Angleterre), est un footballeur international congolais qui évolue au poste d'attaquant.
Il possède également la nationalité britannique.

## Biographie

### En club
D'origine congolaise, Afobe rejoint le centre de formation d'Arsenal à l'âge de huit ans. Après avoir enchaîné les buts dans les différentes catégories de jeunes, il signe son premier contrat professionnel en février 2010. 
Le 2 novembre 2010, Afobe est prêté pour deux mois au club de Huddersfield Town qui évolue en D3 anglaise. Il marque trois buts en treize apparitions sous le maillot du club du Yorkshire de l'Ouest. À la fin du mois de janvier 2011, Benik Afobe est de nouveau prêté à Huddersfield à la suite de la blessure d'Anthony Pilkington. Il porte le maillot du club à vingt-deux reprises (cinq buts) jusqu'à la fin de la saison.
Intégré à l'effectif professionnel des Gunners durant l'Emirates Cup 2011 se déroulant en juillet, Afobe n'est pas utilisé par Arsène Wenger lors de la première moitié de saison 2011-2012 et est contraint de jouer avec la réserve. 
Le 22 mars 2012, il est prêté au Reading FC jusqu'à la fin de la saison. Il prend part à trois matchs de championnat et Reading est sacré champion d'Angleterre de D2.
Le 3 août 2012, Afobe est prêté aux Bolton Wanderers. Prêté consécutivement au Millwall FC, à Sheffield Wednesday puis Milton Keynes Dons, Benik Afobe quitte Arsenal en janvier 2015 sans avoir porté le maillot de l'équipe première.
Le 14 janvier 2015, il rejoint Wolverhampton Wanderers. Il ne reste qu'un année à Wolverhampton, durant laquelle il inscrit vingt-trois buts en quarante-huit matchs toutes compétitions confondues. Transféré à l'AFC Bournemouth le 10 janvier 2016, Afobe marque onze buts en soixante-dix matchs en l'espace d'une saison et demie avant d'être prêté pour six mois avec option d'achat à Wolverhampton, son ancien club, en janvier 2018. Auteur de six buts en seize matchs avec les Wolves qui sont sacrés champions d'Angleterre de D2 et donc promus en Premier League, Afobe s'engage définitivement avec le club de Wolverhampton le 1er juin 2018.
Le 12 juin 2018, soit onze jours après sa signature avec les Wolves, Afobe est prêté pour six mois avec obligation d'achat à Stoke City. Après avoir inscrit sept buts en vingt-huit matchs, il s'engage comme prévu avec Stoke City le 4 janvier 2019. L'attaquant n'inscrit que deux buts en vingt-et-un matchs avec Stoke lors de la seconde partie de saison 2018-2019.
Le 8 août 2019, il est prêté pour une saison à Bristol City.

### En sélection
Après avoir porté le maillot de l'équipe d'Angleterre des moins de 16 ans, Afobe est sélectionné à 23 reprises (11 buts) en moins de 17 ans avec laquelle il remporte le Championnat d'Europe en 2010.
En août 2010, Benik Afobe est convoqué pour la première fois en équipe d'Angleterre des moins de 19 ans. Le 2 septembre suivant, il honore sa première sélection dans cette catégorie en entrant à l'heure de jeu face à la Slovaquie (victoire 2-0).
Le 13 novembre 2012, Afobe prend part à son premier match avec l'Angleterre espoirs lors du match amical face à l'Irlande du Nord. Il se distingue en marquant le second but des Anglais qui remportent le match 2-0.
En mars 2016 l'attaquant anglo-congolais opte pour la République démocratique du Congo. Il est appelé par le sélectionneur congolais Florent Ibenge. « Depuis mon enfance, mes parents m’ont toujours appris le lingala. Je me vois toujours comme Congolais quand bien même je n’ai jamais été au pays. J’ai besoin de jouer pour le Congo. J’ai réuni tous mes papiers » a confié le jeune attaquant qui a remporté le championnat d’Europe des moins de 17 ans avec l’Angleterre en 2010.
En janvier 2017, Afobe est sélectionné dans le groupe congolais pour disputer la CAN 2017 mais il décline l'invitation, préférant garder sa place dans son club.
Le 5 juin 2017, il dispute son premier match avec la sélection congolaise contre le Botswana. Il se distingue en inscrivant le premier but des siens, qui l'emportent 2-0.

## Palmarès

### En club
- Milton Keynes Dons
  - Vice-champion d'Angleterre de troisième division en 2015.

- Wolverhampton Wanderers
  - Champion d'Angleterre de deuxième division en 2018.

- Trabzonspor
  - Vainqueur de la Supercoupe de Turquie en 2020.

### En sélection
- Angleterre -17 ans
  - Vainqueur du Championnat d'Europe en 2010.

### Distinction individuelle
- Membre de l'équipe-type du Championnat d'Europe des moins de 17 ans en 2010.